# Goniapteryx sergilia
Goniapteryx sergilia là một loài bướm đêm trong họ Erebidae.